# Passage du Perron
Pour les articles homonymes, voir Perron.
Le passage du Perron est une voie du 1er arrondissement de Paris, en France.

## Situation et accès
Le passage du Perron est situé dans le 1er arrondissement de Paris, quartier du Palais-Royal. Il débute au 95, galerie de Beaujolais et se termine au 9, rue de Beaujolais à laquelle on accède par quelques marches d'escalier. Cette voie étroite et totalement couverte d'environ 30 mètres de long se présente sous la forme d'une galerie marchande avec notamment des boutiques de jouets anciens.

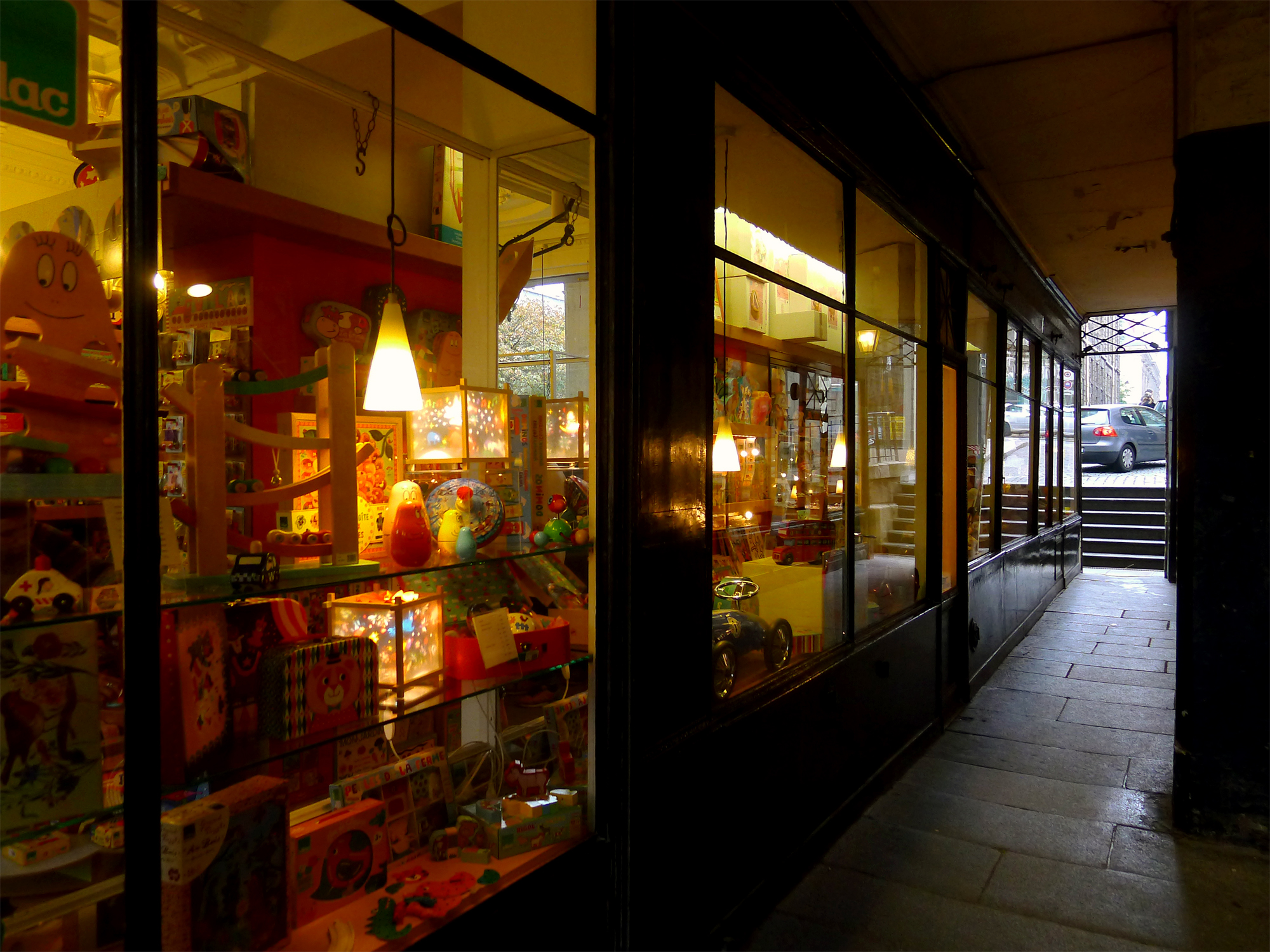
Boutiques.
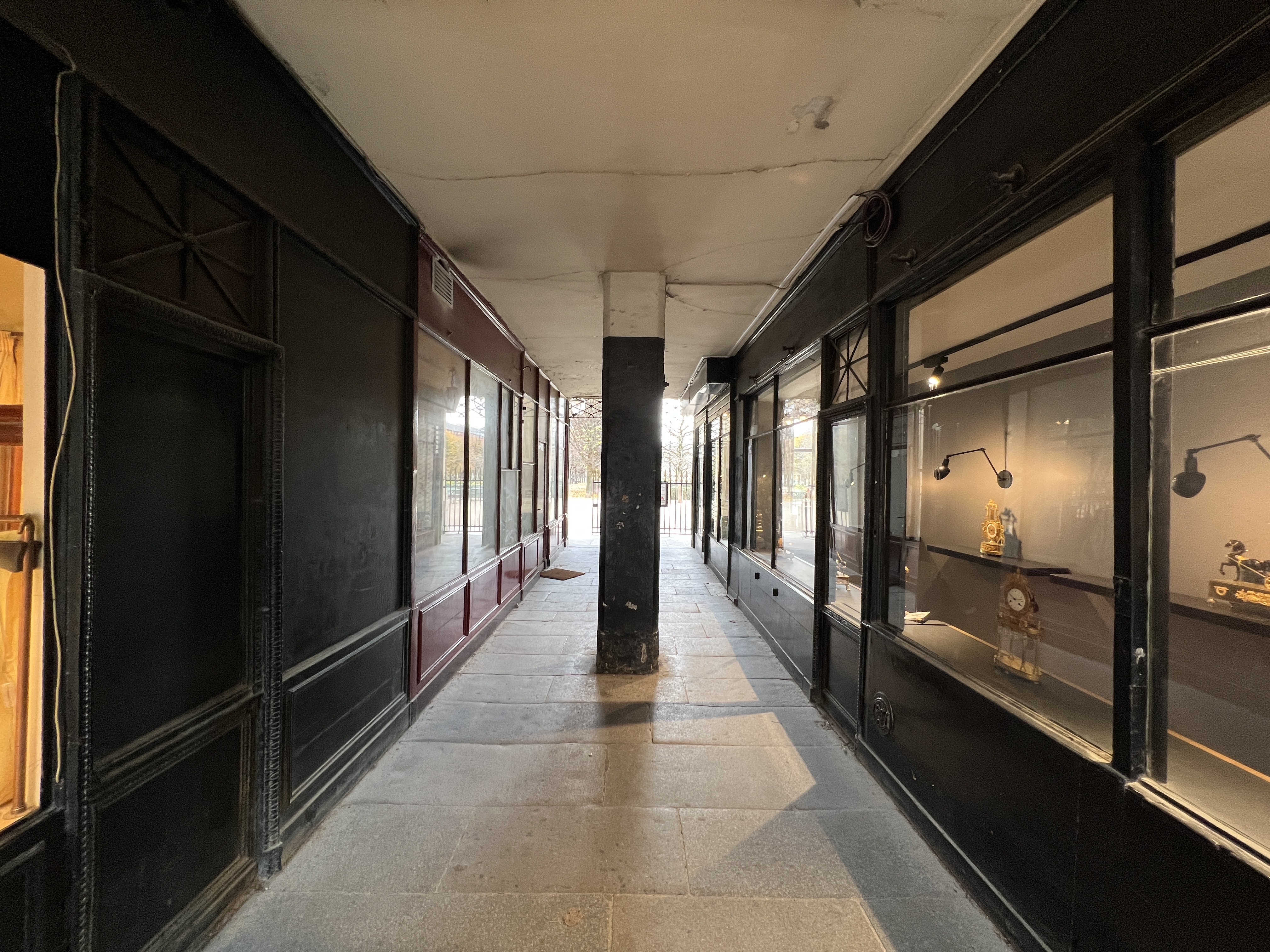
Passage vu de l'intérieur.
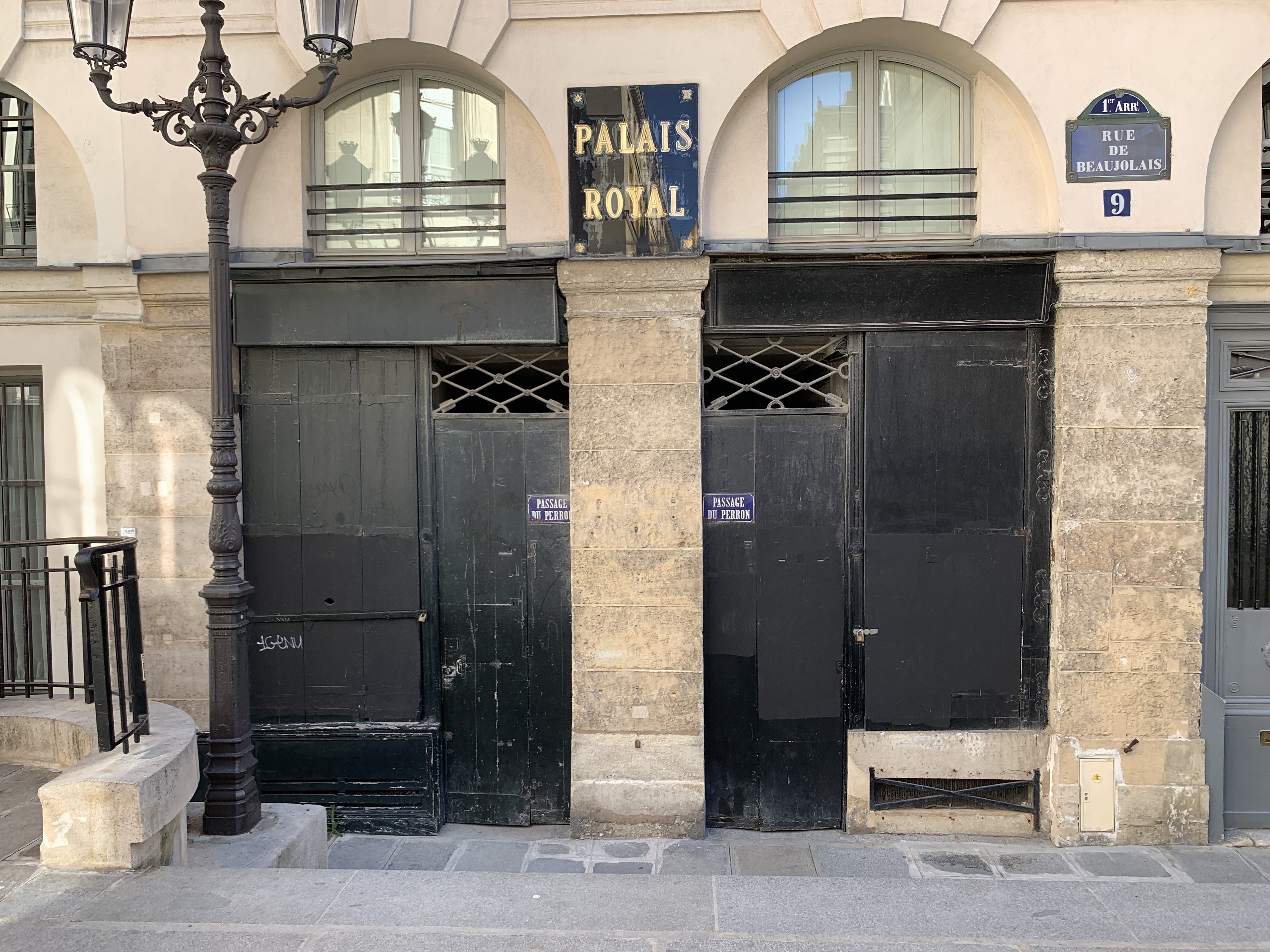
Accès (fermé) au passage.

## Origine du nom
« Son nom lui vient de ce qu'il conduit à un escalier formant perron et servant d'accès au Palais-Royal ».

## Historique
Ce passage qui date de 1784 conduit à un escalier servant d'accès au Palais Royal. « C'est devant le perron du Palais-Royal que se tenait la Bourse en 1807, avant de venir s'installer au palais de la Bourse actuel construit en 1826 sur l'emplacement de l'ancien couvent des Filles Saint-Thomas. »
Dans son ouvrage, Miroir historique, politique et critique de l'ancien et nouveau Paris édité en 1807, Louis-Marie Prudhomme décrit ce passage ainsi :

« Ce passage qui n'a pas huit pieds de largeur, contient douze petites boutiques ; libraires, marchandes de modes, magasin de petits pains et gâteaux, mercerie à prix fixe, artistes décrotteurs, etc.. »

Au XIXe siècle, il était le repaire des escrocs et des trafiquants d’or. 
Il est classé aux Monuments Historiques.

## Bâtiments remarquables et lieux de mémoire
De 1927 à 1954, l'écrivain Colette habita juste au-dessus (voir la plaque sur la maison).

## Pour approfondir